# Perizoma amplata
Perizoma amplata är en fjärilsart som beskrevs av W. Warren 1904. Perizoma amplata ingår i släktet Perizoma och familjen mätare. Inga underarter finns listade i Catalogue of Life.